# 진천 교성리 연화대좌
진천 교성리 연화대좌(鎭川 校成里 蓮花臺座)는 충청북도 진천군 진천읍 교성리에 있는 고려시대의 연화대좌이다. 2003년 8월 14일 충청북도의 문화재자료 제40호로 지정되었다.

## 개요
이 연화대좌는 불상은 없어진 채 대좌만이 자리하고 있으며 보존상태가 거의 완벽하고 조각솜씨가 뛰어난 반구형의 빼어난 작품이다.
이 대좌는 자연석의 석재를 지대석으로 중·하대석은 팔각으로 상대석은 방구형으로 겹쳐 놓았다. 상대석에는 연화문과 보상화문(寶象華文)이 각각 아래·위로 조각되어 있는데, 연꽃씨와 잎을 장식하여 화려함을 더하고 있다.
이 연화대좌는 충북지역에서 보기 드문 불상 대좌로 대좌의 구성요소를 잘 갖추고 있으며, 고려시대의 불상대좌의 변화과정을 살필 수 있는 특징이 잘 나타나 있다.

## 참고 자료
- 진천 교성리 연화대좌 - 국가유산청 국가유산포털